# Bacidina
Bacidina Vězda (kropniczka) – rodzaj grzybów z rodziny odnożycowatych (Ramalinaceae). Ze względu na współżycie z glonami zaliczany jest do grupy  porostów.

## Systematyka i nazewnictwo
Pozycja w klasyfikacji według Index Fungorum: Ramalinaceae, Lecanorales, Lecanoromycetidae, Lecanoromycetes, Pezizomycotina, Ascomycota, Fungi.
Nazwa polska według W. Fałtynowicza.

## Gatunki występujące w Polsce
- Bacidina arnoldiana (Körb.) V. Wirth & Vězda 1994 – kropniczka Arnolda
- Bacidina assulata (Körb.) S. Ekman 1996 – kropniczka pośrednia
- Bacidina caligans (Nyl.) Llop & Hladún 2002 – kropniczka nowa
- Bacidina chloroticula (Nyl.) Vězda & Poelt 1991 – kropniczka zieleniejąca
- Bacidina delicata (Larbal. ex Leight.) V. Wirth & Vězda 1994 – kropniczka subtelna
- Bacidina egenula (Nyl.) Vězda 1991 – kropniczka cienka
- Bacidina inundata (Fr.) Vězda 1991 – kropniczka wodna
- Bacidina phacodes (Körb.) Vězda 1991 – kropniczka biaława

Nazwy naukowe na podstawie Index Fungorum. Nazwy polskie według checklist W. Fałtynowicza.